# Стрий (река)
Стрий (на украински: Стрий; на руски: Стрый) е река протичаща по територията на Лвовска област в Украйна, десен приток на Днестър. Дължина 232 km. Площ на водосборния басейн 3060 km².
Река Стрий води началото си от североизточните склонове на Източните Карпати, на 3 km североизточно от село Верхнячка, Лвовска област на Украйна, на 1056 m н.в. В горното си течение има северна посока, в средното – югоизточна, а в долното – североизточна, като протича предимно в дълбока долина през североизточните подножия на Източните Карпати. Влива се отдясно в река Днестър в източната част на Лвовска област, на 1 km югозападно от село Залиски, на 241 m н.в. Основни притоци: леви – Яблонка, Тейсаровка; десни – Завазка, Ясеница, Рибник, Крушелница, Опир, Жижава. Има смесено – снежно-дъждовно подхранване, с ясно изразено пролетно пълноводие, което се сменя с лятно-есенно маловодие, нарушавано от епизодични прииждания в резултат от поройни дъждове. Епизодичните прииждания са често явление и през зимата в резултат на внезапни затопляния и бързо снеготопене. Среден годишен отток на 17 km от устието 45,2 m³/s, максимален 890 m³/s. Обикновено замръзва през ноември, а се размразява през април, но ледовите явления не са ежегодни. Средна многогодишна продължителност на ледената покривка 2 – 2,5 месеца. По бреговете ѝ са разположени градовете Турка, Стрий и Жидачов и сгт Верхне Синевидное и Гнездичев.

## Топографска карта
- М-34-Г М 1:500000[2]
- М-35-В М 1:500000[3]